# Móga Sándor
Móga Sándor (Budapest, 1927. március 1. – Budapest, 2022. január 30.) magyar szobrász-, festő- és ötvösművész.

## Életútja

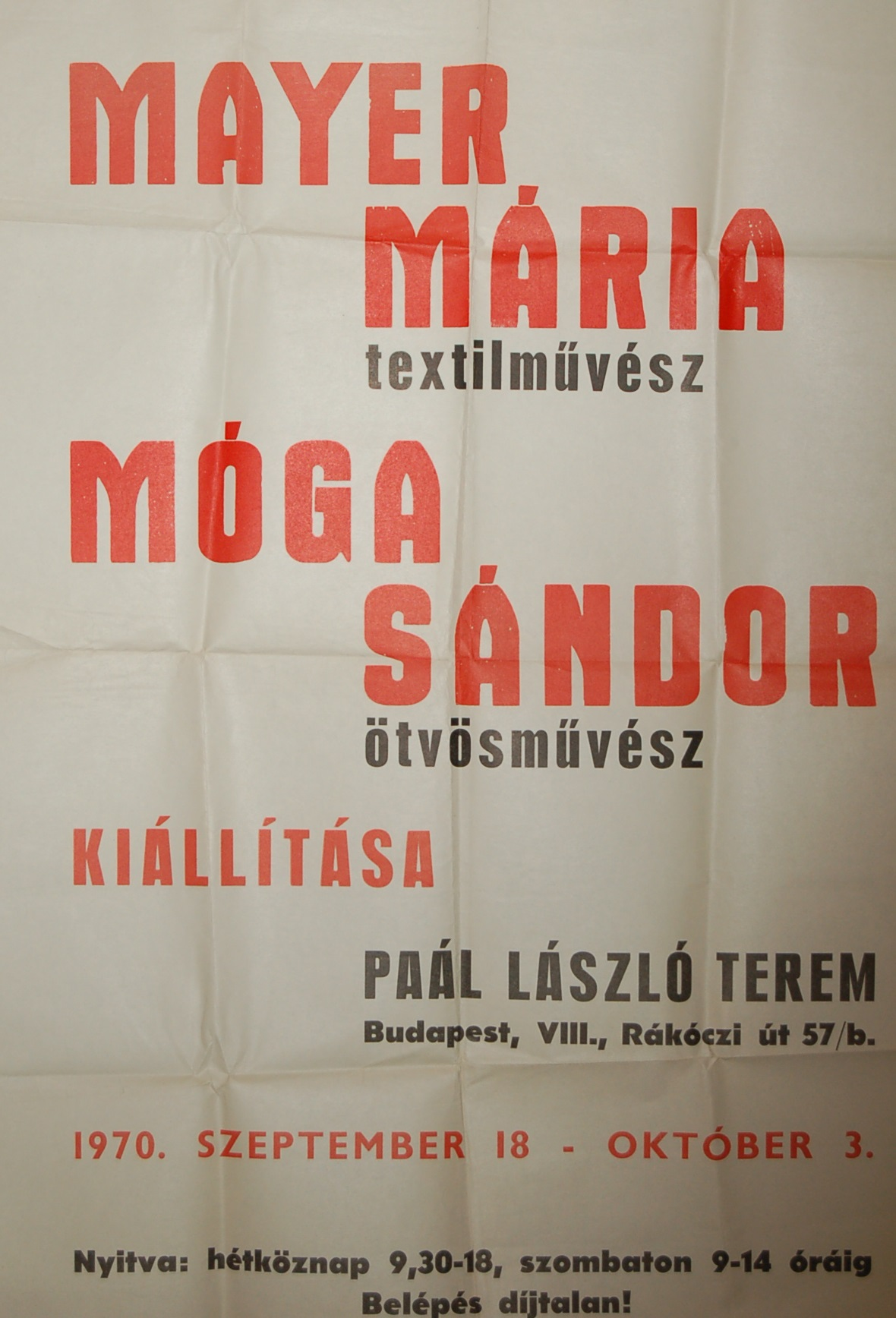
1970-es társkiállítás plakátja

Móga Sándor 1927. március 1-jén született Budapest VIII. kerületében, háromgyermekes polgári család legkisebb gyermekeként. Apja Móga Sándor postaellenőr, anyja Spannberger Piroska volt; nővérei: Móga Emma és Móga Piroska. Szüleit korán, 20 éves korára elveszítette.
Általános iskolai tanulmányait Budapesten, középiskolai tanulmányait Kassán, majd Budapesten végezte. Meghatározó gyermekkori élményei voltak a Faddon családi körben rendszeresen eltöltött nyarak, ahonnan organikus és természeti ihletései is erednek. A művészet gyermekkora óta foglalkoztatta, középiskolás korában a rákospalotai "Nagybányai Nagy Zoltán Művészkör"-ben mintázott.
Tanulmányait 1947-ben az Iparművészeti Főiskolán Pál Lajos ötvösművész, Borsos Miklós szobrászművész és Miháltz Pál festőművész tanítványaként kezdte meg. Itt kötött szoros barátságot Szebényi Imre szobrászművésszel. Hallgatóként a korai MEFESZ tagja. 1948. április 14-én munkájával (egy virágtartó vázával) az Országos Magyar Iparművészeti Társulat pályázatának egyik nyertese a Főiskolán.
Bár tanulmányait jeles minősítéssel végezte, de (több hallgatótársával együtt) a Rákosi Mátyásné hallgatótársuk személye körül 1948-tól kibontakozó paranoid főiskolai közeg áldozatává vált: két év után a főiskolán kívül találta magát. Ezt követően a keresőfoglalkozás mellett sem szakította meg kapcsolatát a művészettel: a Szandai Sándor szobrászművész vezette művészkörbe járt, követ faragott, mintázott.
Felesége és alkotótársa 70 éven át Szegedi Éva Juliánna (1928-2021), aki maga is textil- majd ötvösszakos iparművész volt.
Tagja volt a Művészeti Alapnak, majd annak megszűnése után a Magyar Alkotóművészek Országos Egyesületének. 1990-től párhuzamosan az újonnan létrejött Képzőművészek és Iparművészek Érdekképviseleti Egyesületének is tagja volt.

## Művészeti pályafutása
Művészeti munkássága nem szorítkozott az ékszerötvösségre: elsősorban a műtárgyötvösséggel foglalkozott. A szobrászat iránt érzett vonzalma párosult érdeklődésével az ötvösség felé. Készültek kőből faragott kültéri szobrai, öntvény kisplasztikái és fémből ötvösmunkával létrehozott szobrai. Alkotómunkája a kis sorozatban készült lakberendezési tárgyakon (dísztálcákon, szobrokon, kazettákon, kisplasztikákon) tetten érhető organikus és absztrahálásban született stílusjegyek letisztulásában csúcsosodott ki, mely sajátosságok a pályatársak szemével nézve is egyedivé teszik műalkotásait. Anyaghasználatában kezdetben a bronz, réz és ezüst alapanyagok a jellemzők, később a tűzzománc felhasználása. Első kiállításán bemutatkozó művei bronz-, ólom- és kőszobrok.
1965 után főfoglalkozásban ötvösként dolgozik, ekkortól termékeny korszakot tudhat maga mögött.
Egy különleges kezdeményezésként 1967. december 17-én a Thorma János Múzeumban egyetlen esztendőre tervezett kiállítássorozat indult, melynek keretében ötvösművészeti alkotásaival mutatkozott be újra. Ezt követően több kiállításon kapott megjelenési lehetőséget.
Legfőbb belföldi megrendelője a Képcsarnok Vállalat volt, emellett számos dísztárgyat adott el külföldre (pl. NDK, Venezuela) is. Értékesítésre szánt ötvösmunkáit összetéveszthetetlen "Móga" ötvösjegy (kalapált jelzés vízszintes aláhúzással) azonosítja, kétféle (kisebb és nagyobb szignó) típusban.
Művészi életpálya végén modern művészeti megoldásokkal kísérletezett: további útkeresésként nyitott a galvanotechnika tágabb lehetőségeinek kiaknázása felé (galvanoplasztika, galvanosztégia), és az ezen technológiák adta megoldásokat párosította a hagyományos kézimunka, anyagformálás, hegesztés, forrasztás, poncolás, trébelés, domborítás, cizellálás, felületkezelés és ötvözés, színes patinázás, tűzzománcozás módozataival. Külön értékesek a vörösréz alapanyagból készített, olykor tűzzománc betétekkel is ellátott, patinázott (kulturális antropológiai tematikájú vagy organikus) fali dísztálai (figurális lemezszobrászat), melyek egyedi vagy kis sorozatban készült műalkotások. Késői alkotó éveiben olaj- és akvarell festészettel foglalkozott.
1991-ben részletes terveivel részt vett az MNB által a Magyar Köztársaság új forint pénzérmékre kiírt tervpályázatán.
Kivételes esetben vállalta fém műalkotások restaurálását is (pl. 1995-ben az egervári templom díszcsillárját, amely Németh István 1916-ban készült műalkotása).
Saját megfogalmazása szerint (1970)
ötödik éve, hogy ismét ötvös vagyok. Azóta a Művészeti Alap tagja vagyok és munkáimat mecénásom – a nagyközönség megszerette. Sokat dolgozom, de boldogan. Különösebb kitüntetést nem mondhatok magaménak, de tárgyaimat nemcsak itthon, de külföldön is ismerik és szeretik. Célom művészcél. Elmondani mindent sajátos eszközeimmel és hangommal, amit tudok, kis és nagy méretekben egyaránt.
Munkájáról a Magyar Televízió átfogó képriportot vetített.

## Méltatásai
Egyéni kiállítás, Paál László Terem, Budapest, 1983:
Móga Sándor szobrászművésznek indult és nem kis tehetséggel, mint ahogyan azt számos kiállításon sikeresen szerepelt korai munkássága tanúsítja (…) az anyag lehetőségeinek feltárásában jelentős eredményeket ért el; különösen figyelemre méltók a különböző – fehér és színes – fémek harmonikus együttesei, melyre nálunk, sajnos, úgyszólván alig akad példa. Törekvései szerencsés belső párhuzamba hozták a modern művészi áramlatok legértékesebb irányzataival (…) Anyag és eszköz, azaz a megmunkálási mód az emberi látás rendjének vettetik alá nála és ezáltal humánus értéket nyer, emberi gesztusokkal telítődik; ebben nyilvánul meg teljességük. Móga Sándor tehát azok közé az iparművészek közé tartozik, akik magas célt tűztek maguk elé (…)
Művészet folyóirat (1970. 12. szám 39. p.):
Ezekről a munkáiról egyértelmű kritikát a hazai és a külföldi közönség ad akkor, amikor szívesen megvásárolja őket: az alapos szakmai felkészültségről tanúskodó, tisztes koncentráltságot tartalmazó ötvöstárgyakat. Engem azonban a szobrásznak indult, de ötvösként egzisztáló Móga Sándornak az ötvös műfajt a szobrászat felé feszítő, olykor „műfaji” határt sértő munkái foglalkoztatnak. Az ötvösségben technikai fegyelemre szigorított szobrászunkat nem hagyja nyugton a kifejezés igénye. Az a szándéka, hogy munkái gondolatait, érzelmeit, formákkal írott embert jobbító hites igényeit hirdessék. […] Móga Sándor ott talál inkább szobrász-önmagára, ahol ötvösként is a legtöbbet adja: Emberpár és Anya gyermekkel című kompozícióiban. E művek feszes, fegyelmezett formáinak tisztán érzékelhető finomságaiban, tiszteletet parancsolóan nyilvánul meg a fémet formáló, anyagalakító ember üzenete, vallomása a lehetséges szépről.
Thorma János Múzeum 1967. évi jelentése:
A megyei képzőművészek és országos nevű szobrászok szerepeltetése a kiállításokon komoly közönségsikert jelentettek.
Országos sajtótudósítás 1970-ből:
A kiállításon látott művei egy céltudatos, egyéni hangú művészről tanúskodnak.
Koczogh Ákos művészettörténész, egyetemi tanár 1977-ben:
Nincsenek a mostani fémművességben csoportok, iskolák, ki-ki járja a maga kereste útját. Több művészünknek még nincs kialakult stílusa, de különösen fiataljainkat a bátor kezdeményezés jellemzi. [...] Móga Sándornál az alapjában romantikus szemlélet (csurgatott applikációk) egyezkedik az erős kompozíciós készségben jelentkező konstruktivitással.
Jelölés a Ferenczy Noémi-díjra 2016-ban:
A csaknem 60 éven át folytatott kitartó alkotómunka a dísztálcákon, szobrokon, kazettákon, kisplasztikákon, lakberendezési tárgyakon tetten érhető, tűzzománccal kiegészített organikus stílusjegyek letisztulásában csúcsosodott ki, mely sajátosságok a pályatársak szemével nézve is rendkívül egyedivé teszik műalkotásait.

## Kiállításai

### Egyéni kiállítások
- 1970, Budapest - Paál László Terem, Képcsarnok Vállalat (1970. szeptember - 63 db alkotással)[26][27]
- 1983, Budapest - Paál László Terem, Képcsarnok Vállalat (1983. szeptember 1-15.)[28]

### Válogatott csoportos kiállítások
- 1957, Miskolc - III. Miskolci Országos Képzőművészeti Kiállításon (Herman Ottó Múzeum)[29]
- 1962, Budapest - IX. Magyar Képzőművészeti Kiállítás (Műcsarnok, 1962. április 29. – június 30.)[30][31][32]
- 1967/68, Kiskunhalas - Thorma János Múzeum (kiállítássorozat alkalmával)[33]
- Szeged[34]
- 1990, Budapest - Csontváry Terem, Kollektív Kiállítás (Képcsarnok Vállalat és Képzőművészek és Iparművészek Érdekképviseleti Egyesülete, 1990. július 19-28.)
- 1990, Budapest - Csók István Galéria, Kollektív Kiállítás (Képcsarnok Vállalat és Képzőművészek és Iparművészek Érdekképviseleti Egyesülete, 1990. július 19-28.)[35]
- 2022, Párizs-Versailles - Salon international d'art contemporain (Paris Expo, Pavillon 5, Porte de Versailles, 2022. január).[36]